# بول جوزيف واتسون
بول جوزيف واتسون (بالإنجليزية: Paul Joseph Watson) هو شخصية يوتيوب إنجليزي، ومذيع راديو، ومحلل نظريات مؤامرة. وقد وصفته مصادر إعلامية عدة بأنه يتبع لحركة 'اليمين البديل'. وعلى الرغم من أنه وافق على ذلك الوصف حتى يوليو عام 2018، إلَّا أنه يعتبر نفسه الآن جزءا من «اليمين الجديد.»
بدأت مسيرة واتسون المهنية من خلال عمله مع منظَّر المؤامرات والمذيع الأمريكي أليكس جونز. كمحرر في موقع InfoWars.com، ساعد واتسون في تعزيز أخبار كاذبة ونظريات مؤامرة مثل الادعاء بأن أحداث الحادي عشر من سبتمبر كانت مدبرة، ونظرية مؤامرة كيمتريل، ومؤامرة النظام العالمي الجديد والمتنورين. ولكن غيّر كل من واتسون وجونز تركيزهما هذا بعد أن استطاعا الوصول إلى جمهور أكبر، وفي الوقت الحاضر يركّز واتسون بصورة رئيسية على انتقاد النسوية، والإسلام واليسارية. وواتسون أيضا يساهم في برنامج «أليكس جونز شو» الإذاعي، حيث أنه في بعض الأحيان إمَّا يستضيف البرنامج نيابةً عن جونز أو يشارك في الاستضافة. ويعمل واتسون مع «إنفوورز» منذ تشرين الأول / أكتوبر 2002.
منذ عام 2011، لدى واتسون قناة يوتيوب، يعرب فيها عن آرائه حول مواضيع مثل المجتمع المعاصر والسياسة الليبرالية الحديثة. ويصف قناته بـ «الثقافة، والجدل، والمعاكسة» وغالبا ما يسخر من المشاهير والسياسيين. اعتبارا من ديسمبر عام 2018، لدى قناته أكثر من 1.45 مليون مشترك.
وصف واتسون بأنه عضو من «اليمين المتطرف» من قبل صحيفة النيويورك تايمز والتي كتبت في أغسطس عام 2017 أن «مقاطع الفيديو الخاصة به جدليات أهلانية مباشرة، مع التركيز بشكل خاص على أوروبا»، وأشارت أيضا إلى معارضته عمارة الحداثة والفن الحديث. إيمان أبو عطا، مديرة مجموعة مكافحة الإسلاموفوبيا Tell MAMA، قالت: «بول جوزيف واتسون أصبح بمثابة» الرابط«بين للحسابات المعادية للمسلمين التي قمنا برصدها...أصبح مؤثرا في تعزيز المعلومات—والتي الكثير منها غريب وغير صحيح— التي يتم تداولها من قبل الحسابات المعادية للمسلمين والمعادية للمهاجرين.»
في مايو 2019، قامت فيسبوك بحظر واتسون -مع آخرين- ومنعه من استخدام فيسبوك أو إنستجرام، واتهمته بالتحريض على الكراهية.

## في وسائل الإعلام
في عام 2016، كان من أوائل من أدَّعوا أن مرشحة الحزب الديمقراطي هيلاري كلينتون تعاني من العديد من الحالات الطبية الخطيرة. وقد تمت تغطية ودور واتسون في تصنيع وترويج الشائعات في وسائل الإعلام كجزء من مناقشة دور الإشاعات ونظريات المؤامرة التي انتشرت خلال الانتخابات الرئاسية الأمريكية 2016.
في شباط / فبراير عام 2017، قام بتغريد عرض للدفع لصحفي لزيارة السويد والبقاء في «الضواحي المليئة بالجريمة بسبب المهاجرين» في مالمو، «إذا كان يعتقد أنه سيكون في مأمن». العديد من الصحفيين وافقوا على العرض، اختار واتسون الصحفي والمصور تيم بول، الذي كان يخطط بالفعل لعمل تحقيق مشابه. قدم واتسون 2,000 دولار أمريكي لبول من أجل الرحلة. جمع تيم أيضا تبرعات لتمويل تحقيق في مناطق أخرى من السويد وأوروبا يطلق عليها "No-go" (أي ممنوع الدخول بها). وفي النهاية، تناقضت نتائج رحلة الصحفي مع إدعاءات واتسون.
في مؤتمر صحفي في البيت الأبيض في تشرين الثاني / نوفمبر 2018 أدى استمرار استجواب أحد الصحفيين للرئيس ترامب إلى محاولة أحد المتدربات أخذ الميكروفون من يد جيم أكوستا. تم تعليق تصريح أكوستا الصحفي في البيت الأبيض في وقت لاحق بسبب زعم عن «وضعه يديه» على المتدربة. رفع واتسون نسخة معدلة من الشريط الأصلي لدعم هذا الإدعاء. في هذه النسخة المعدلة، التكبير وتغير معدل الإطار خلقا انطباعا مضللا بأن أكوستا قد تصرف بعدوانية تجاه المتدربة. واتسون أكد أنه قام بالتكبير ونفى إجراء أي تعديلات، على الرغم من أن تحليل الخبراء أكد أن «المقطع يكرر العديد من الإطارات التي لا تظهر في اللقطات الأصلية» وأنه قد تم تسريعه. الفيديو تم وصفه بصفة عامة بأنه 'مزيف'، على الرغم من أن بعض الخبراء قالوا أن التعديلات لا تمثل بالضرورة تزييفا متعمدا ولكن يمكن أن يكون نتيجة خطأ أثناء المعالجة. أشارت السكرتير الصحفي للبيت الأبيض سارة هاكابي ساندرز إلى الفيديو المعدل الذي نشره واتسون كدليل لتوثيق «سلوك أكوستا غير لائق.» وتعرض البيت الأبيض لانتقادات كبيرة بسبب مشاركة الفيديو المزيف ونشر «أخبار كاذبة» بدلا من استخدام اللقطات الأصلية. لاحقا حكمت المحكمة أن تعليق تصريح أكوستا كان غير دستوري.

## الآراء

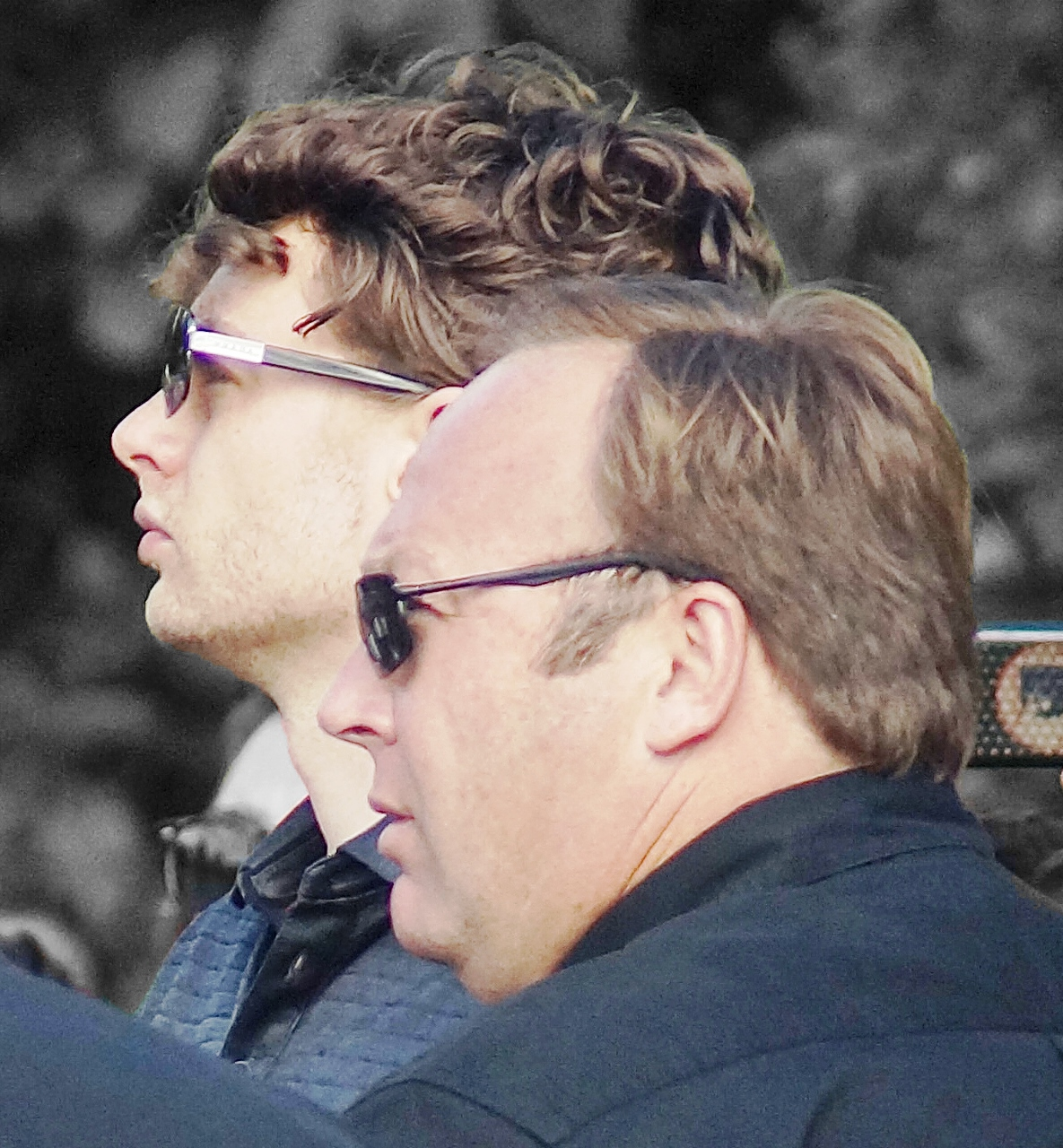
واتسون في الصورة مع أليكس جونز

### الهجرة
واتسون هو ضد الهجرة. وكان قد ادعى بصورة خاطئة أن مدينة مالمو السويدية أصبحت معروفة باسم 'شيكاجو السويد'" بسبب الهجرة الجماعية إلى دول الشمال الأوروبي.

### الإسلام
واتسون هو ضد الإسلام. وقد وصف الثقافة الإسلامية بأنها «مروعة» وأنها تُنتج «الاغتصاب الجماعي»، والغيتو الإسلامي و«تدمير الثقافة الغربية». واتسون قال أن العالم الغربي يحتاج إلى «السيطرة على الإسلام» بدلا من السيطرة على السلاح، وصرح أنه هناك «اضطهاد عنيف للمثليين والمسيحيين في الشرق الأوسط». وأدَّعى في أغسطس 2017 أن موقع يوتيوب قام بإيقاف الإعلانات من عائدات الأرباح من على جميع فيديوهاته حول الإسلام. وقد ذكرت تقارير أن منفذي أحد الهجمات الإرهابية ضد مسلمين في بريطانيا في 2017 قد تأثر بآراء واتسون على الموقع الذي يعمل به، كما وقد أدَّعى واتسون أن المسلمين في الغرب والشرق الأوسط على حد سواء يؤيدون الهجمات الإرهابية بمستويات عالية، وهو ما تناقض مع نتائج استطلاع لمركز بيو للأبحاث في أغسطس 2017.

### العرق والأصل الإثني
واتسون انتقد ما اعتبره racial tokenism، مما أدى إلى انتقادات. في عام 2017، هاجم بي بي سي بسبب «تصوير بريطانيا الرومانية على أنها كانت متنوعة عرقيا»، بعد أن جعلت سينتوريين سود في كرتون تعليمي. تم نفي مزاعمه من قبل مؤرخين كلاسيكيين محترفين، والذين ذكروا أدلة «واضحة للغاية» على أن بريطانيا الرومانية كانت متنوعة عرقيا.

## وصلات خارجية
- بول جوزيف واتسون على موقع IMDb (الإنجليزية)
- بول جوزيف واتسون على موقع قاعدة بيانات الفيلم (الإنجليزية)